# Józef Boniek
Józef Boniek (ur. 12 marca 1931 w Nakle nad Notecią, zm. 12 grudnia 2019 w Kruszynie Krajeńskim) – polski piłkarz występujący na pozycji obrońcy, zawodnik m.in. Zawiszy Bydgoszcz i Polonii Bydgoszcz, trener. Ojciec Zbigniewa Bońka.

## Przebieg kariery
Karierę piłkarską rozpoczął w 1946 w zespole Czarnych Nakło, którzy od 1949 występowali pod szyldem Stali. Naklanie brali udział w rozgrywkach niższych lig, klasy A i klasy B, a w 1952 zdobyli tytuł mistrza Pomorza. W zespole tym występował również brat Józefa, Kazimierz. W klubie z Nakła Boniek wystąpił w meczu po raz ostatni 16 listopada 1952 roku.
W 1952 Boniek przeniósł się do występującego w II lidze wojskowego klubu OWKS Bydgoszcz. Wkrótce potem piłkarz i jego zespół stracili cały sezon 1954, kiedy Ministerstwo Obrony Narodowej, dla wzmocnienia pozycji najważniejszego klubu armijnego resortu, pierwszoligowego CWKS Warszawa, wycofało z rozgrywek ligowych wszystkie okręgowe kluby wojskowe (prócz bydgoskiego również m.in. OWKS Kraków). W tamtym sezonie ich drużyny występowały zatem jedynie w rozgrywkach wojskowych. OWKS Bydgoszcz z Bońkiem w składzie sięgnął wówczas po tytuł mistrza Wojska Polskiego. Do sezonu 1958 włącznie brał on udział w barwach tego klubu (od 1954 pod nazwą CWKS, od 1957 WKS Zawisza) w rozgrywkach II ligi oraz Pucharu Polski. Był wyróżniającym się zawodnikiem. Wystąpił w 100 meczach mistrzowskich, strzelając jedną bramkę.
Następnie przeniósł się do pierwszoligowej milicyjnej Polonii Bydgoszcz,  w której barwach w latach 1959–1961 rozegrał 60 spotkań w ekstraklasie, faktycznie jednak w nowym klubie zadebiutował w meczu przeciwko Sparcie Rotterdam, spotkanie to zostało rozegrane 26 września 1958 roku z okazji 10-lecia istnienia federacji klubów sportowych "Gwardia". Był czołowym graczem tej drużyny, słynął z twardej i skutecznej gry. Prócz występów w drużynach klubowych był też członkiem reprezentacji Pomorza. Karierę zakończył po sezonie 1963/64, w którym grał zarówno w pierwszej, jak i drugiej drużynie (odpowiednio II i III liga). 

## Życie prywatne
Z zawodu był elektrykiem, pracował w zakładzie energetyki cieplnej w Bydgoszczy, wykonywał też prace elektryczne na obiektach należących do klubu Zawisza. Posiadał ponadto uprawnienia instruktora piłki nożnej, pracował jako trener Czarnych Nakło (1966–1968), Unii Solec Kujawski (wprowadził ją do klasy wojewódzkiej) i Gwiazdy Bydgoszcz (szkolił w niej m.in. Stefana Majewskiego). Z żoną Jadwigą (zm. 2017) miał 2 synów, Romualda, przedsiębiorcę branży reklamowej oraz Zbigniewa – również piłkarza, reprezentanta Polski, selekcjonera drużyny narodowej i prezesa Polskiego Związku Piłki Nożnej. W czasie kariery zawodniczej był mieszkańcem bydgoskiego Osiedla Leśnego. Jego wnuk Marcin jest sędzią piłkarskim klasy międzynarodowej.
Zmarł w wieku 88 lat. Niedługo przed śmiercią, po pogorszeniu się stanu jego zdrowia, Zbigniew Boniek zrezygnował z wyjazdu do Genewy na posiedzenie UEFA, aby móc pożegnać się z ojcem. Do Bydgoszczy dotarł jednak kilka minut za późno. Zmarły pochowany został 14 grudnia 2019 na bydgoskim cmentarzu przy ul. Tańskich.

## Statystyki

### Klub
| Klub              | Sezon   | Liga    | Liga  | Liga   | Puchar | Puchar | Suma  | Suma   |
| Klub              | Sezon   | Liga    | Mecze | Bramki | Mecze  | Bramki | Mecze | Bramki |
| ----------------- | ------- | ------- | ----- | ------ | ------ | ------ | ----- | ------ |
| Polonia Bydgoszcz | 1959    | I liga  | 22    | 0      | —      | —      | 22    | 0      |
| Polonia Bydgoszcz | 1960    | I liga  | 19    | 0      | —      | —      | 19    | 0      |
| Polonia Bydgoszcz | 1961    | I liga  | 19    | 0      | 0      | 0      | 19    | 0      |
| Ogólnie           | Ogólnie | Ogólnie | 60    | 0      | 0      | 0      | 60    | 0      |